# Ventisquero de la Condesa

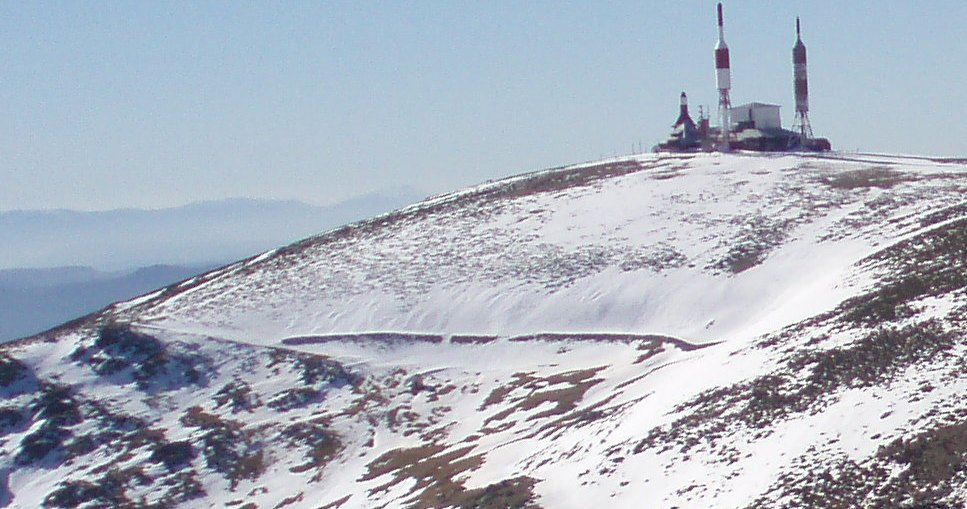
Ventisquero de la Condesa, junto a las antenas de la cima de la Bola del Mundo (2265 m). Se ve en la imagen el murete de piedra construido para optimizar el almacenamiento de nieve.

El ventisquero de la Condesa es un nevero de la Sierra de Guadarrama (España), que, por extensión, da nombre a la zona montañosa que conforma su entorno. Está ubicado a unos 2000 m de altitud, en la vertiente sur de la Cuerda Larga, un cordal montañoso de la citada sierra. 
Se localiza en la vertiente este del pico de la Bola del Mundo (2265 m), en el noroeste de la Comunidad de Madrid, dentro del término municipal de Manzanares el Real. Este nevero fue uno de los más usados en el aprovechamiento de la nieve en verano y en su enclave tiene su fuente el río Manzanares.

## Toponimia
El ventisquero de la Condesa toma su nombre de Francisca de Silva y Mendoza, Marquesa de Santillana y Condesa del Real de Manzanares. Antiguamente el lugar era denominado "ventisquero de las Guarramillas", en alusión al Alto de las Guarramillas, como también es conocida la montaña de la Bola del Mundo.
El término ventisquero es utilizado en las montañas mediterráneas de la península ibérica para designar aquellos neveros que, dada su ubicación al resguardo de las cumbres, no sólo acumulan la nieve procedente de las precipitaciones, sino también la transportada por tormentas, vientos y ventiscas desde otros lugares.

## Historia
Este nevero fue usado profusamente desde principios del siglo XVII hasta finales del XIX junto a otros de la Cuerda Larga. La nieve recogida en este nevero cada año desde mayo hasta bien entrado el verano era llevada en grandes carros tirados por mulas hasta Madrid y otros municipios donde se usaba para mantener fríos los alimentos y para refrescar determinadas bebidas. Se construyó un murete de piedra en la parte baja del ventisquero para optimizar el almacenamiento de nieve.

## Medio físico

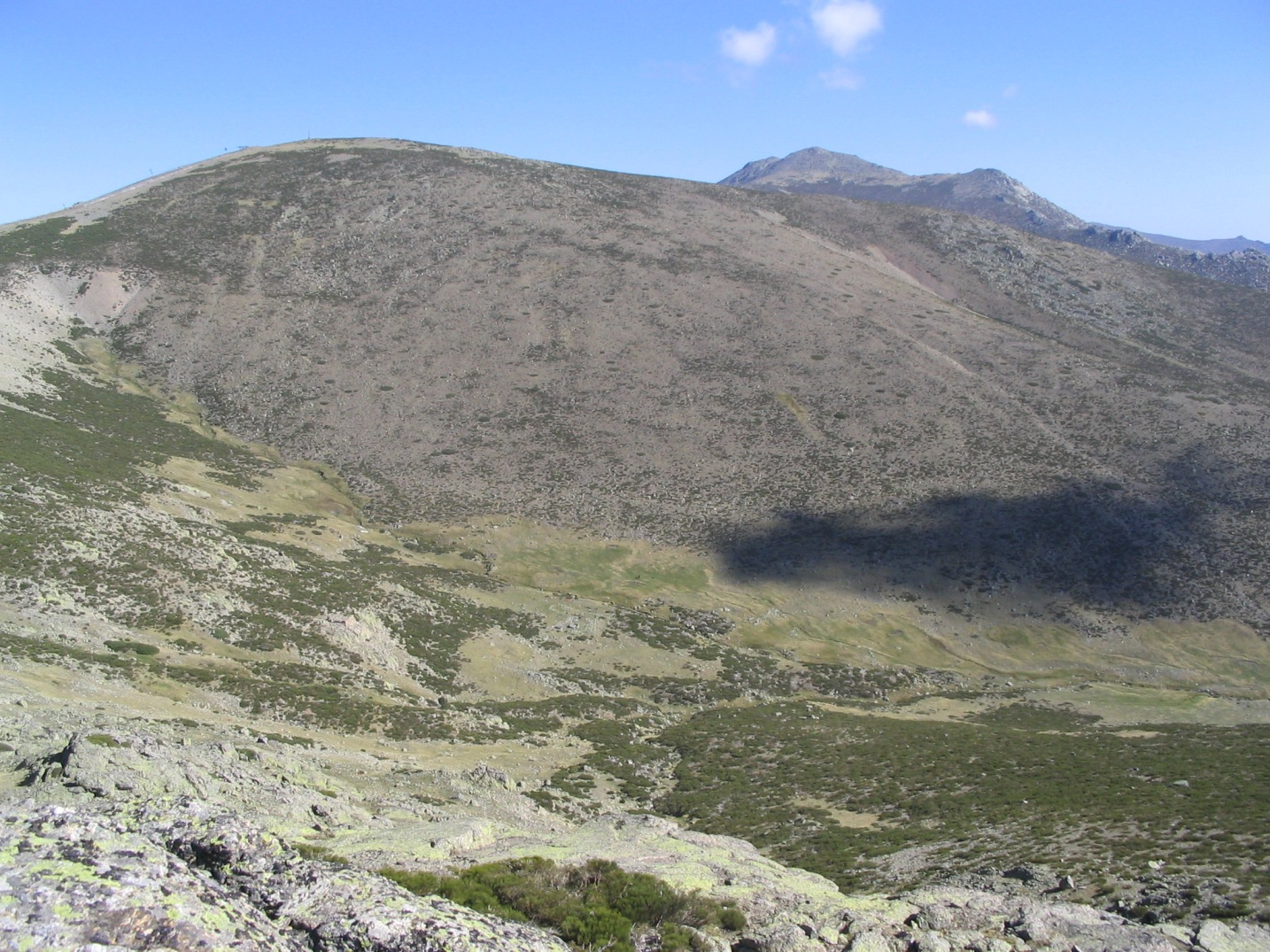
Vista del entorno del ventisquero de la Condesa. En este lugar, donde hay numerosas emanaciones de agua, nace el río Manzanares.

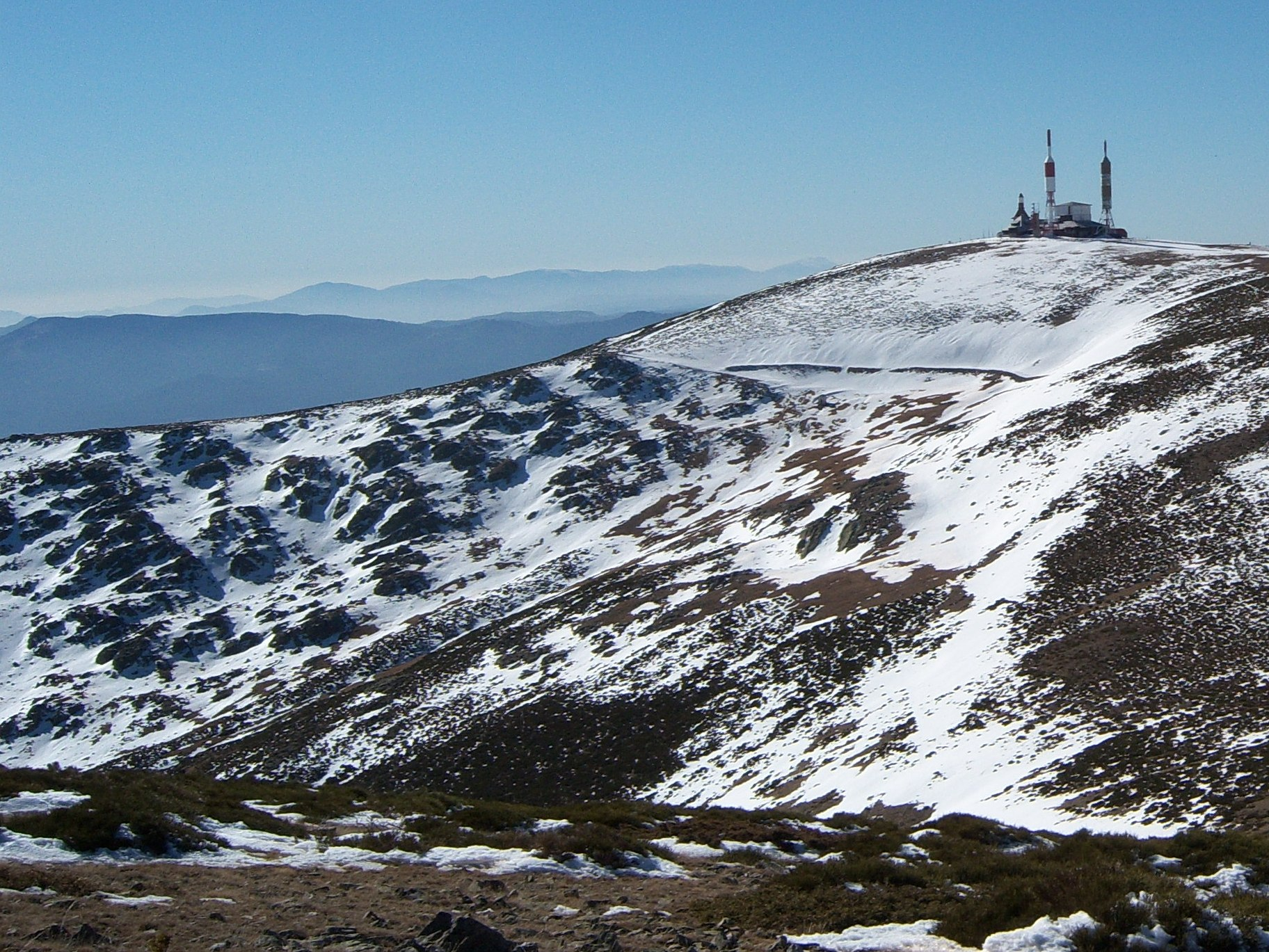
Entorno del ventisquero de la Condesa visto desde la cima del Cerro de Valdemartín. Las antenas que se aprecian en la fotografía se encuentran en la cima de la Bola del Mundo.

### Dimensiones
El ventisquero de la Condesa es el más importante de la cara meridional de la Sierra de Guadarrama, junto con el de Valdemartín. Se asienta sobre materiales graníticos, a lo largo de una extensión aproximada de 5,3 hectáreas, que se distribuyen a modo de franja arqueada. Tiene una longitud de 625 m y una anchura media de 80 m. Sus dimensiones han ido reduciéndose con el paso de los años. En 1956 ocupaba 6,1 hectáreas.
Representa el 1,06% de la superficie total de neveros y ventisqueros situados en la sierra de Guadarrama, cifrada en unas 500 hectáreas (el 5,5% del área supraforestal de esta formación montañosa). Todos ellos se hallan en cotas superiores a los 1900 m de altitud.

### Hidrografía
En el entorno del ventisquero de la Condesa existen varias fuentes de agua, que conforman el nacimiento del río Manzanares, que discurre íntegramente por la Comunidad de Madrid a lo largo de 92 km. El lugar se encuentra encuadrado, por tanto, dentro de la cuenca hidrográfica del Tajo, del que es afluente el Manzanares, a través del Jarama.
La zona se suele mantener cubierta por una gruesa capa de nieve hasta bien entrada la primavera. Su deshielo contribuye notablemente al aumento del caudal del río Manzanares, caracterizado por un régimen pluvio-nival, durante la citada estación.

### Clima
La temperatura media anual del ventisquero de la Condesa es de 5,0 °C, dato referido al periodo 1951-2000. Su pluviosidad media es de 1400 mm al año, con un número aproximado de 150 días de precipitaciones, la mitad de los cuales son en forma de nieve. El invierno es la estación de mayor pluviosidad, con un promedio anual de 450 mm; esto es, casi un tercio de las precipitaciones de todo el año.
La nieve acumulada sobre el suelo suele permanecer entre 180 y 250 días al año. Entre 1996 y 2004, la duración media anual de la nieve fue de 209 días. 
No toda la superficie del ventisquero mantiene por igual la nieve acumulada. En el 23,5% del terreno, la nieve está presente entre 180 y 200 días; en el 44,3%, entre 200 y 220 días; en el 23,2%, entre 220 y 240; y en el 9% restante, entre 240 y 250 días al año.

### Vegetación
La dilatada presencia de acumulaciones de nieve en el ventisquero de la Condesa determina un tipo de vegetación de plantas pequeñas y de talla baja, que florecen cuando se produce el deshielo. Estas colonias vegetales forman un tapiz disperso que cubre aproximadamente el 33% del terreno.
Se han catalogado 28 especies vegetales, encuadradas dentro del piso crioromediterráneo. En las zonas más altas del ventisquero, dominan los pastizales joragales y, en las más bajas, los pastizales cervunales. Los roquedos y pedregales están poblados, además, por musgos y plantas herbáceas de dimensiones reducidas.